# Canottaggio ai Giochi della XIV Olimpiade - Quattro con maschile
La competizione del Quattro con maschile dei Giochi della XIV Olimpiade si è svolta dal 5 al 9 agosto 1948 al bacino del Royal Regatta a Henley-on-Thames.

## Risultati

### Batterie
Si sono disputate il 5 agosto. I vincitori ai quarti di finale, i restanti ai recuperi.
| Pos. | Nazione    | Atleti                                                                                               | Tempo  |
| ---- | ---------- | --- | ------ |
| 1    | Portogallo | António Torres, Delfim José da Silva José Joaquim Cancela, José do Seixo Tim: Leonel Rêgo            | 6'51"4 |
| 2    | Grecia     | Filas Paraskevaidis, Nikolaos Filippidis Iraklis Klangas, Nikolaos Nikolaou Tim: Grigorios Emmanouil | 7'07"2 |

| Pos. | Nazione    | Atleti                                                                      | Tempo  |
| ---- | ---------- | --------------------------------------------------------------------------- | ------ |
| 1    | Ungheria   | Miklós Zágon, Lajos Nagy József Sátori, Tibor Nádas Tim: Róbert Zimonyi     | 6'58"8 |
| 2    | Jugoslavia | Stipe Bujas, Stipe Krnčević Jakov Labura, Dane Krnčević Tim: Duško Ðorđević | 7'08"0 |

| Pos. | Nazione   | Atleti                                                                                     | Tempo  |
| ---- | --------- | ------------------------------------------------------------------------------------------ | ------ |
| 1    | Italia    | Reginaldo Polloni, Francesco Gotti Renato Macario, Riccardo Cerutti Tim: Domenico Cambieri | 6'49"1 |
| 2    | Australia | Walter Lambert, Hugh Lambie Colin Douglas-Smith, Jack Webster Tim: Thomas Darcy            | 7'04"3 |

| Pos. | Nazione       | Atleti                                                                             | Tempo  |
| ---- | ------------- | ---------------------------------------------------------------------------------- | ------ |
| 1    | Stati Uniti   | Warren Westlund, Robert Martin Robert Will, Gordon Giovanelli Tim: Allen Morgan    | 6'48"8 |
| 2    | Gran Bretagna | Anthony Purssell, Robert Collins William Woodward, William Leckie Tim: John Healey | 7'01"9 |

| Pos. | Nazione | Atleti                                                                         | Tempo  |
| ---- | ------- | ------------------------------------------------------------------------------ | ------ |
| 1    | Austria | Erwin Bittmann, Karl Sitter Franz Frauneder, Theodor Obrietan Tim: Karl Riedel | 7'02"2 |
| 2    | Cuba    | Ramón Cora, Joaquin Godoy Manuel Puig, Ramón Puig Tim: Tirso del Junco         | 7'08"7 |

| Pos. | Nazione   | Atleti                                                                                 | Tempo  |
| ---- | --------- | -------------------------------------------------------------------------------------- | ------ |
| 1    | Danimarca | Erik Larsen, Børge Raahauge Nielsen Henry Larsen, Harry Knudsen Tim: Ib Olsen          | 6'52"5 |
| 2    | Norvegia  | Arne Serck-Hanssen, Gunnar Sandborg Sigurd Grønli, Willy Evensen Tim: Thoralf Sandaker | 6'58"9 |

| Pos. | Nazione   | Atleti                                                                          | Tempo  |
| ---- | --------- | ------------------------------------------------------------------------------- | ------ |
| 1    | Svizzera  | Rudolf Reichling, Erich Schriever Emil Knecht, Peter Stebler Tim: André Moccand | 6'57"3 |
| 2    | Argentina | Carlos Semino, Carlos Crosta Adolfo Yedro, Ítalo Sartori Tim: Ricardo Boneo     | 7'07"9 |

| Pos. | Nazione   | Atleti                                                                               | Tempo  |
| ---- | --------- | ------------------------------------------------------------------------------------ | ------ |
| 1    | Francia   | Jean Pieddeloup, René Lotti Gaston Maquat, Jean-Pierre Souche Tim: Marcel Boigegrain | 6'57"7 |
| 2    | Finlandia | Veikko Lommi, Helge Forsberg Oiva Lommi, Osrik Forsberg Tim: Veli Autio              | 7'00"6 |

### Recuperi
Si sono disputati il 6 agosto. I vincitori ai quarti di finale.
| Pos. | Nazione   | Atleti                                                                          | Tempo  |
| ---- | --------- | ------------------------------------------------------------------------------- | ------ |
| 1    | Finlandia | Veikko Lommi, Helge Forsberg Oiva Lommi, Osrik Forsberg Tim: Veli Autio         | 7'01"6 |
| 2    | Australia | Walter Lambert, Hugh Lambie Colin Douglas-Smith, Jack Webster Tim: Thomas Darcy | 7'07"1 |

| Pos. | Nazione    | Atleti                                                                                 | Tempo  |
| ---- | ---------- | -------------------------------------------------------------------------------------- | ------ |
| 1    | Norvegia   | Arne Serck-Hanssen, Gunnar Sandborg Sigurd Grønli, Willy Evensen Tim: Thoralf Sandaker | 7'04"4 |
| 2    | Jugoslavia | Stipe Bujas, Stipe Krnčević Jakov Labura, Dane Krnčević Tim: Duško Ðorđević            | 7'13"5 |

| Pos. | Nazione | Atleti                                                                                               | Tempo  |
| ---- | ------- | --- | ------ |
| 1    | Cuba    | Ramón Cora, Joaquin Godoy Manuel Puig, Ramón Puig Tim: Tirso del Junco                               | 7'12"0 |
| 2    | Grecia  | Filas Paraskevaidis, Nikolaos Filippidis Iraklis Klangas, Nikolaos Nikolaou Tim: Grigorios Emmanouil | 7'17"1 |

| Pos. | Nazione       | Atleti                                                                             | Tempo  |
| ---- | ------------- | ---------------------------------------------------------------------------------- | ------ |
| 1    | Gran Bretagna | Anthony Purssell, Robert Collins William Woodward, William Leckie Tim: John Healey | 6'58"4 |
| 2    | Argentina     | Carlos Semino, Carlos Crosta Adolfo Yedro, Ítalo Sartori Tim: Ricardo Boneo        | 7'00"1 |

### Quarti di finale
Si sono disputati il 7 agosto. I vincitori in semifinale.
| Pos. | Nazione  | Atleti                                                                                     | Tempo  |
| ---- | -------- | ------------------------------------------------------------------------------------------ | ------ |
| 1    | Italia   | Reginaldo Polloni, Francesco Gotti Renato Macario, Riccardo Cerutti Tim: Domenico Cambieri | 7'30"5 |
| 2    | Norvegia | Arne Serck-Hanssen, Gunnar Sandborg Sigurd Grønli, Willy Evensen Tim: Thoralf Sandaker     | 7'34"7 |

| Pos. | Nazione  | Atleti                                                                          | Tempo  |
| ---- | -------- | ------------------------------------------------------------------------------- | ------ |
| 1    | Svizzera | Rudolf Reichling, Erich Schriever Emil Knecht, Peter Stebler Tim: André Moccand | 7'21"8 |
| 2    | Austria  | Erwin Bittmann, Karl Sitter Franz Frauneder, Theodor Obrietan Tim: Karl Riedel  | 7'35"9 |

| Pos. | Nazione     | Atleti                                                                          | Tempo  |
| ---- | ----------- | ------------------------------------------------------------------------------- | ------ |
| 1    | Stati Uniti | Warren Westlund, Robert Martin Robert Will, Gordon Giovanelli Tim: Allen Morgan | 7'21"4 |
| 2    | Finlandia   | Veikko Lommi, Helge Forsberg Oiva Lommi, Osrik Forsberg Tim: Veli Autio         | 7'36"5 |

| Pos. | Nazione    | Atleti                                                                                    | Tempo  |
| ---- | ---------- | ----------------------------------------------------------------------------------------- | ------ |
| 1    | Danimarca  | Erik Larsen, Børge Raahauge Nielsen Henry Larsen, Harry Knudsen Tim: Ib Olsen             | 7'21"3 |
| 2    | Portogallo | António Torres, Delfim José da Silva José Joaquim Cancela, José do Seixo Tim: Leonel Rêgo | 7'28"5 |

| Pos. | Nazione | Atleti                                                                               | Tempo  |
| ---- | ------- | ------------------------------------------------------------------------------------ | ------ |
| 1    | Francia | Jean Pieddeloup, René Lotti Gaston Maquat, Jean-Pierre Souche Tim: Marcel Boigegrain | 7'28"7 |
| 2    | Cuba    | Ramón Cora, Joaquin Godoy Manuel Puig, Ramón Puig Tim: Tirso del Junco               | 7'37"2 |

| Pos. | Nazione       | Atleti                                                                             | Tempo  |
| ---- | ------------- | ---------------------------------------------------------------------------------- | ------ |
| 1    | Ungheria      | Miklós Zágon, Lajos Nagy József Sátori, Tibor Nádas Tim: Róbert Zimonyi            | 7'31"6 |
| 2    | Gran Bretagna | Anthony Purssell, Robert Collins William Woodward, William Leckie Tim: John Healey | 7'36"6 |

### Semifinali
Si sono disputate il 7 agosto. I vincitori in finale.
| Pos. | Nazione     | Atleti                                                                               | Tempo  |
| ---- | ----------- | ------------------------------------------------------------------------------------ | ------ |
| 1    | Stati Uniti | Warren Westlund, Robert Martin Robert Will, Gordon Giovanelli Tim: Allen Morgan      | 7'22"1 |
| 2    | Francia     | Jean Pieddeloup, René Lotti Gaston Maquat, Jean-Pierre Souche Tim: Marcel Boigegrain | 7'28"9 |

| Pos. | Nazione   | Atleti                                                                        | Tempo  |
| ---- | --------- | ----------------------------------------------------------------------------- | ------ |
| 1    | Danimarca | Erik Larsen, Børge Raahauge Nielsen Henry Larsen, Harry Knudsen Tim: Ib Olsen | 7'31"3 |
| 2    | Ungheria  | Miklós Zágon, Lajos Nagy József Sátori, Tibor Nádas Tim: Róbert Zimonyi       | 7'46"1 |

| Pos. | Nazione  | Atleti                                                                                     | Tempo  |
| ---- | -------- | ------------------------------------------------------------------------------------------ | ------ |
| 1    | Svizzera | Rudolf Reichling, Erich Schriever Emil Knecht, Peter Stebler Tim: André Moccand            | 7'22"0 |
| 2    | Italia   | Reginaldo Polloni, Francesco Gotti Renato Macario, Riccardo Cerutti Tim: Domenico Cambieri | 7'32"8 |

### Finale
Si è disputata il 9 agosto.
| Pos.    | Nazione     | Atleti                                                                          | Tempo  |
| ------- | ----------- | ------------------------------------------------------------------------------- | ------ |
| Oro     | Stati Uniti | Warren Westlund, Robert Martin Robert Will, Gordon Giovanelli Tim: Allen Morgan | 6'50"3 |
| Argento | Svizzera    | Rudolf Reichling, Erich Schriever Emil Knecht, Peter Stebler Tim: André Moccand | 6'53"3 |
| Bronzo  | Danimarca   | Erik Larsen, Børge Raahauge Nielsen Henry Larsen, Harry Knudsen Tim: Ib Olsen   | 6'58"6 |